# Гебелома клейка
Гебелома клейка (Hebeloma crustuliniforme (Bull. ex St. Amans) Quél.) — гриб родини гіменогастрові (Hymenogastraceae).

## Морфологічна характеристика
Шапка 4-10 (15) см у діаметрі, напівсферична, опукло-, пізніше плоскорозпростерта, з рівним, плоским краєм, рівно забарвлена, кольору піску, гола, клейка, блискуча. Пластинки прирослі, рудувато-коричневі, рідко з краплями родини на поверхні, при підсиханні плямисті. Спорова маса буруватокоричнювата. Спори веретеноподібно-овальні, часто нерівнобічні, бурувато-жовті, дрібнобородавчасті, 10-13 Х 6-8 мкм. Ніжка 3-10(17) Х 0,8-2,5 см, часто біля основи з бульбою 2-4 см у діаметрі, щільна, при достиганні з порожниною, білувата, згодом жовтувата, вгорі пластівчасто-борошниста, донизу волокниста. М'якуш білий, у старих плодових тілах кремуватий, із запахом редьки, гіркуватий. Неїстівний гриб. На думку деяких авторів, умовно їстівний.

## Поширення
Поширений по всій Україні.

## Екологічна приуроченість
Росте у листяних і хвойних лісах, групами, часто у серпні — листопаді.